# Kurzpraktikum
Das Kurzpraktikum, in der Schweiz und Österreich auch Schnupperlehre genannt, soll der allgemeinen Berufsorientierung innerhalb eines Berufsfeldes dienen und einem ersten Einblick in einen bestimmten Beruf bzw. in ein Unternehmen dienen.

Neben privat organisierten Praktika gibt es auch berufspraktische Tage, in denen im Rahmen des Schulunterrichts ein Praktikum absolviert wird.

## Grundlagen
Kurzpraktika sollen dazu dienen, sich selbst von einem Beruf zu überzeugen, anstatt vorherrschenden Meinungen oder oberflächlichen Beschreibungen zu vertrauen. Kurzpraktika werden von Schülerinnen und Schülern vor der Berufswahl absolviert, sind ab 14 Jahren beziehungsweise ab Beendigung der Schulpflicht möglich und dauern üblicherweise eine Woche. Im Normalfall werden der Praktikantin oder dem Praktikanten die verschiedenen Bereiche, Abteilungen und die entsprechenden Arbeitsabläufe vorgestellt. Wird das Kurzpraktikum nicht während der Ferien, sondern während der Schulzeit gemacht, ist eine Bewilligung der Lehrerin, bzw. des Lehrers nötig.
Zwar erhält man während eines Kurzpraktikums keinen Lohn, dafür aber ein genaueres Bild des erwählten Berufs und profitiert von ersten Kontaktmöglichkeiten des vielleicht zukünftigen Arbeitgebers. Bei Unschlüssigkeit bezüglich der persönlichen Talente empfiehlt es sich, einen zweiten Beruf anzuschauen.
Erste Informationen und Berufsbeschreibungen erhält man bei den Berufsberatungen, Berufsmessen,  Berufsverbänden, dem Arbeitsmarktservice, und anderen Spezialisten für Berufswahlmittel. Die Beratungsstellen und Verbände sind von den Unternehmen, die Kurzpraktika anbieten, informiert.
Jugendliche können aber auch zuerst die Eltern und Bekannte fragen, wo ein Kurzpraktikum möglich wäre oder auf eigene Faust das Wunschunternehmen in den Print-Medien oder im Internet ausfindig machen. Allerdings ist es in diesem Fall ratsam, sich vor der ersten Kontaktaufnahme bei einer korrekten, schriftlichen Bewerbung helfen zu lassen, was bei einer guten Berufsberatung automatisch angeboten wird.

## Berufspraktische Tage
In Österreich stehen einem Schüler fünf berufspraktische Tage zu, in denen er dem Unterricht fernbleiben und eine Schnupperlehre machen kann. Diese Tage finden im Rahmen des Unterrichts statt. Die Verantwortung über Ablauf, Inhalt, Dauer, Betreuung und Begleitung liegt beim jeweiligen Lehrer (§ 13b SchUG Individuelle Berufs(bildungs)orientierung). Die Schüler sind unfallversichert, die Wirtschaftskammern bieten auch Haftpflichtversicherungen an.
Zusätzlich besteht für Schüler der 8. Klasse Volksschule, der 4. Klasse Hauptschule, der 8. und 9. Klasse Sonderschule, der Polytechnischen Schule und der 4. Klasse AHS die Möglichkeit im Rahmen der individuellen Berufsorientierung auch außerhalb der Schulzeit bis zu 15 Tage pro Kalenderjahr in einem Betrieb zu verbringen (§ 175 Abs. 5 Z3 ASVG).

## Rechtliche Regelungen
Die Möglichkeit, von Praktikanten kostenlos Arbeiten verrichten zu lassen, wird von einigen Unternehmen missbraucht. Staatliche Kontrollen sind unzureichend. Daher sollte eine schriftliche Berufspraktikumsvereinbarung abgeschlossen werden, in der ausdrücklich klargestellt ist, dass die Betätigung im Betrieb ausschließlich zur Berufsorientierung sowie ohne Arbeits- und Entgeltpflicht erfolgt.
Insbesondere ist in Österreich der Praktikant zu keiner Arbeit verpflichtet und unterliegt – bis auf Sicherheitsanweisungen – keinen Weisungen des Betriebsinhabers.